# توراكو نايسني
توراكو نايسني (الاسم العلمي: Tauraco corythaix) (بالإنجليزية: Knysna Turaco)‏ هو نوع من الطيور يتبع جنس التوراكو من فصيلة آكلات الموز.

## صور

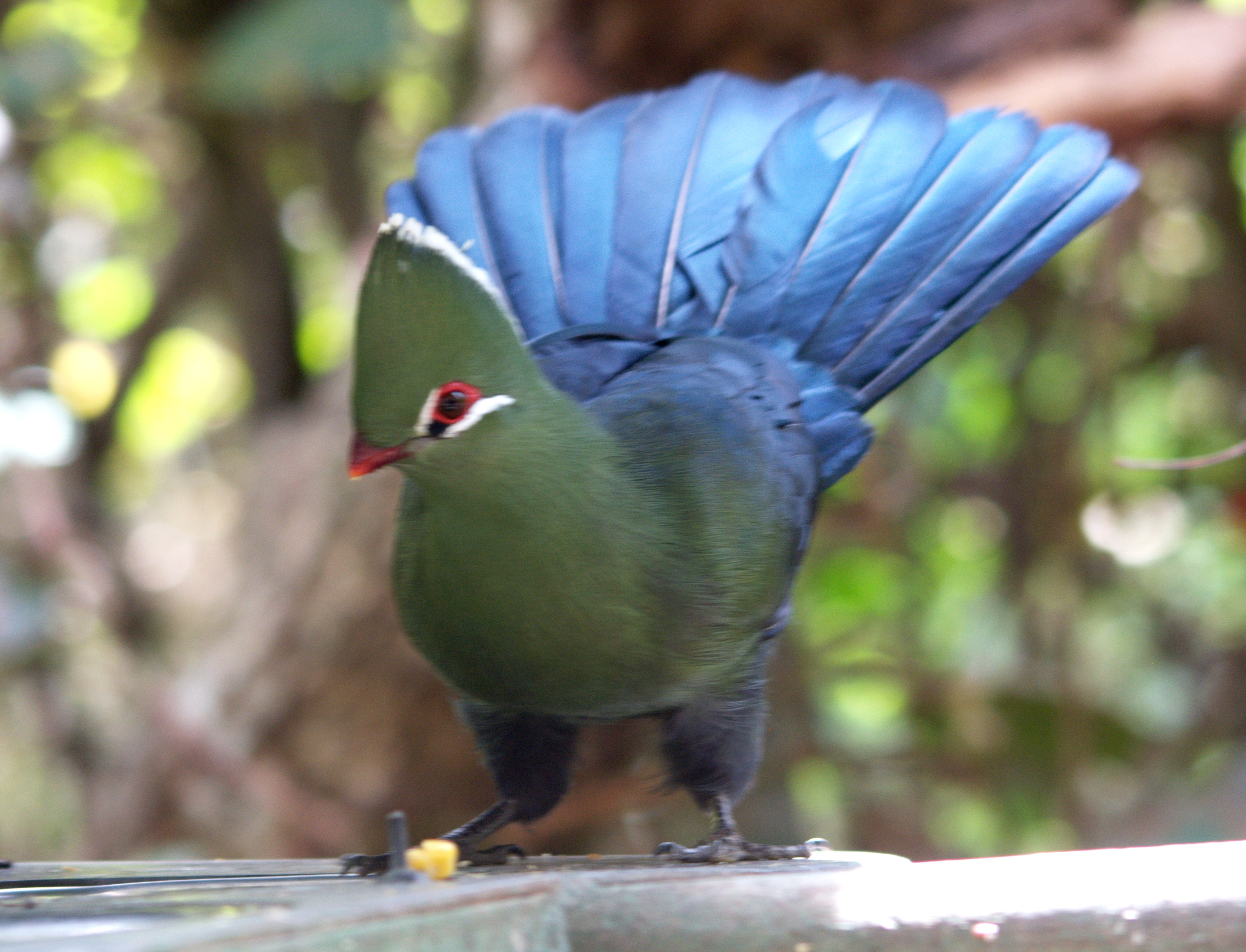
At Birds of Eden, in the كيب الشرقية
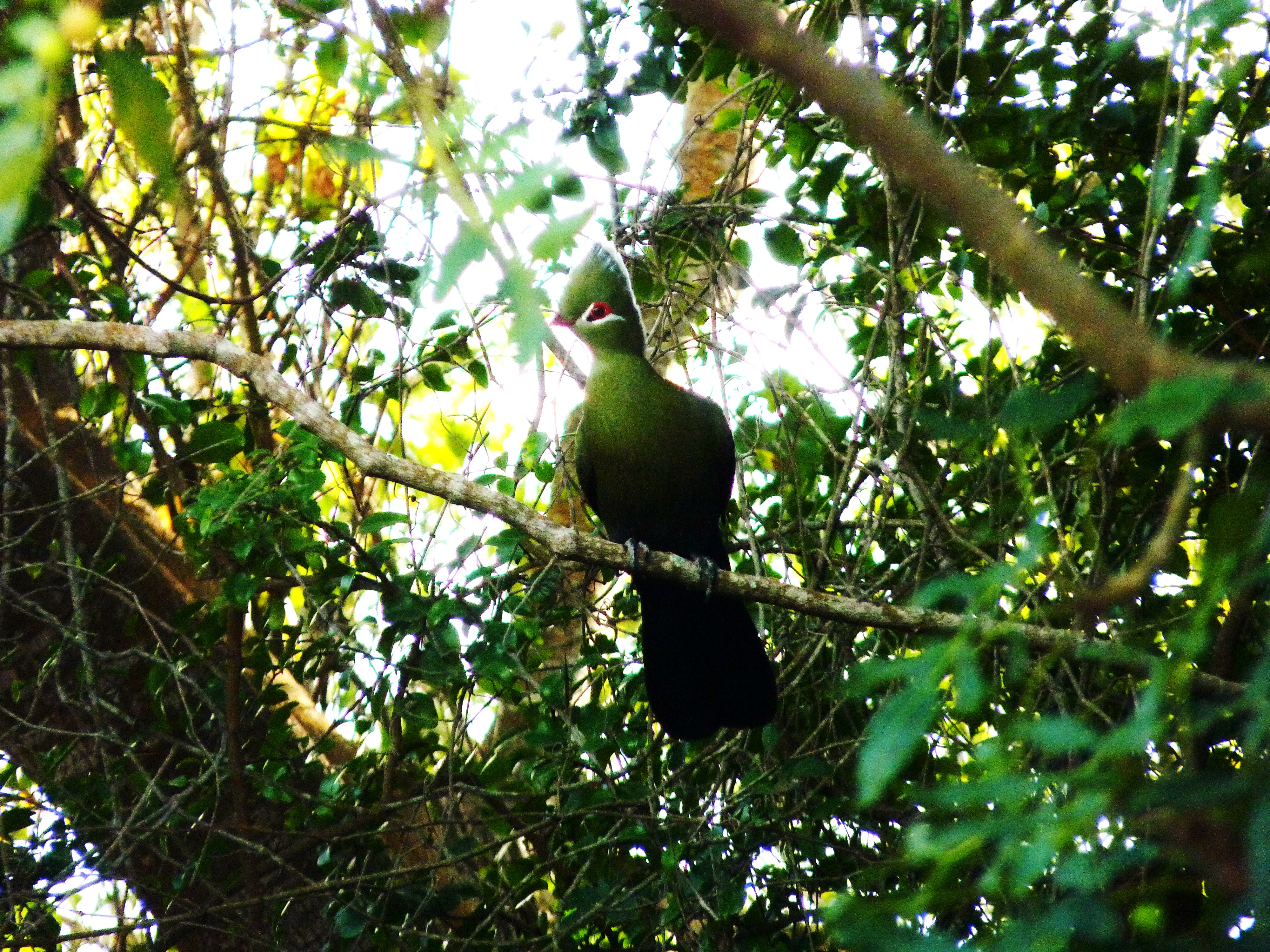
At كنيسنا، in the كيب الغربية
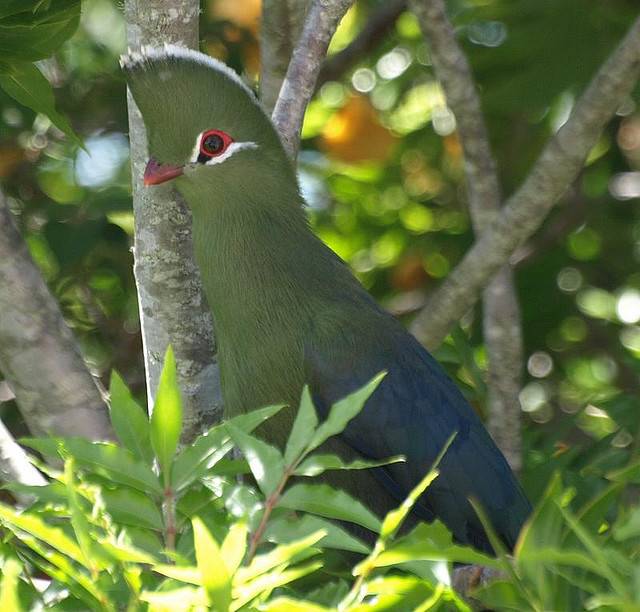
The vivid plumage is still an effective camouflage in its native habitat.
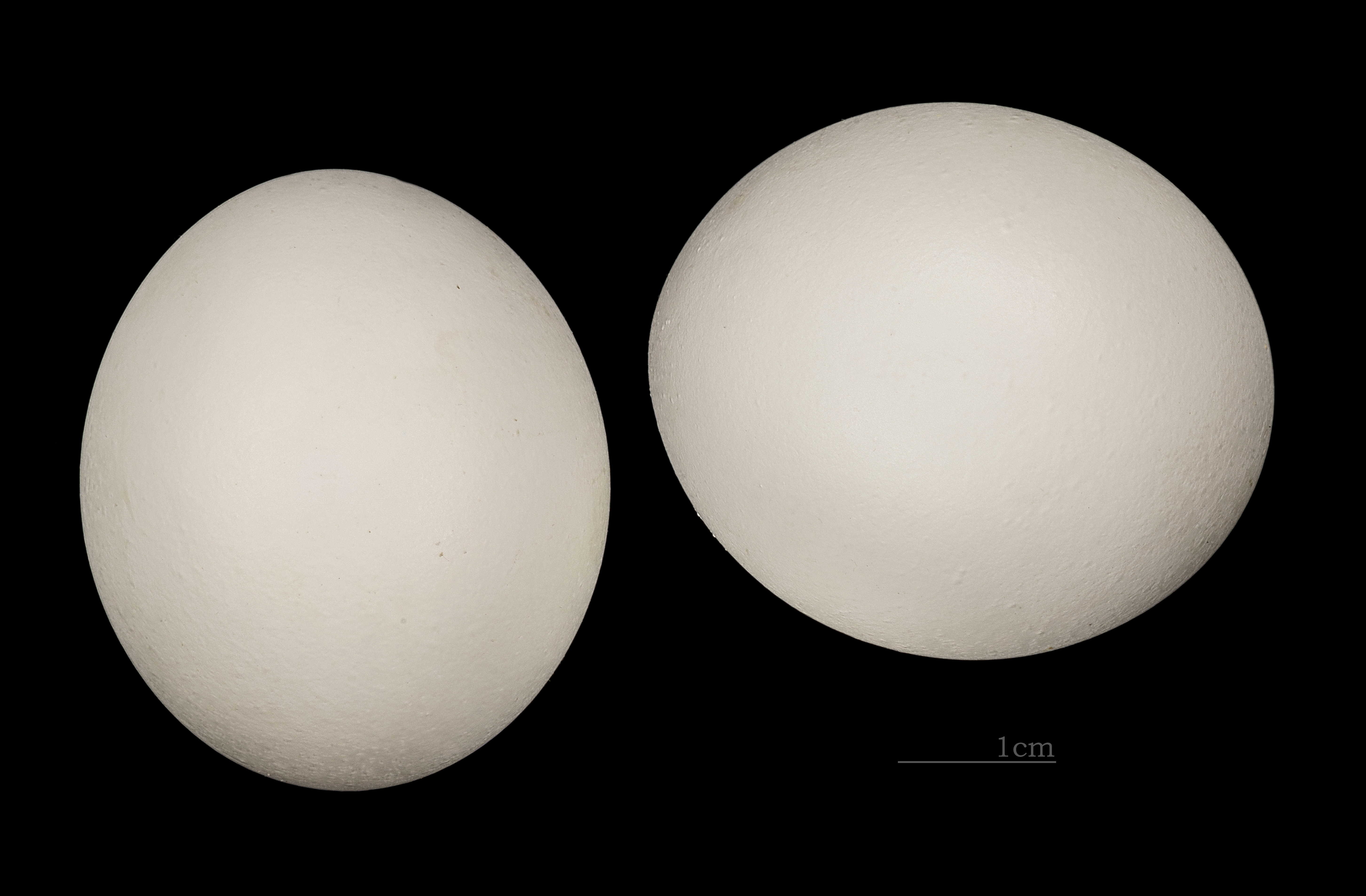
Eggs of  Tauraco corythaix  MHNT